# Give My Regards to Broad Street
Give My Regards to Broad Street (укр. Передайте привіт Броуд-стріт!) — саундтрек однойменного фільму Пола Маккартні 1984 року.
Фільм став провалом, але альбом, що окрім нових пісень містив кавер-версії пісень The Beatles i Wings, достатньо добре продавався.

## Список композицій
Усі пісні написано Полом Маккартні, окрім спеціально позначених.
1. «No More Lonely Nights» (балада)- 5:13
  - За участю Девіда Гілмора (соло-гітара)
2. «Good Day Sunshine / Corridor Music» (Леннон/Маккартні) / (Маккартні) — 2:33
3. «Yesterday» (Леннон/Маккартні) — 1:43
4. «Here, There and Everywhere» (Леннон/Маккартні) — 1:43
5. «Wanderlust» — 4:07
6. «Ballroom Dancing» — 4:51
7. «Silly Love Songs / Silly Love Songs (реприза)» — 5:27
8. «Not Such A Bad Boy» — 3:29
9. «So Bad» — 3:25
10. «No Values» — 4:12
11. «No More Lonely Nights (реприза з балади) / For No One» (Маккартні) / (Леннон/Маккартні) — 2:12
12. «Eleanor Rigby / Eleanor's Dream» (Леннон/Маккартні) / (Маккартні) — 9:10
13. «The Long and Winding Road» (Леннон/Маккартні) — 3:57
14. «No More Lonely Nights (ремікс)» — 5:03
15. «Goodnight Princess» — 3:58

## Позиції в чартах
| Рік  | Країна          | Чарти                                   | Позиція | Тижні | Сертифікація    | Продаж   |
| ---- | --------------- | --------------------------------------- | ------- | ----- | --------------- | -------- |
| 1984 | Велика Британія | UK Albums Chart (Top 100)               | 1       | 21    | Платиновий диск | 300,000+ |
| 1984 | Норвегія        | VG-lista Top 40                         | 4       | 16    |                 |          |
| 1984 | Японія          | Oricon Weekly LP Albums Chart (Top 100) | 6       | 18    |                 | 160,000+ |
| 1984 | Швеція          |                                         | 9       | 7     |                 |          |
| 1984 | США             | The Billboard 200                       | 21      | 18    | Золотий диск    | 500,000+ |